# Намский улус
На́мский улу́с (район) (якут. Нам улууһа) — административно-территориальная единица (улус или район) и муниципальное образование (муниципальный район) в Республике Саха (Якутия) Российской Федерации.
Административный центр — село Намцы, которое от столицы республики г. Якутска находится на расстоянии: наземным путём — 84 км, водным — 96 км.

## География
Расположен в Центральной Якутии. Площадь — 11,9 тыс. км².
Рельеф равнинный, улус расположен в пределах Центрально-Якутской равнины. Наивысшая точка улуса — 275 м, на юго-западе улуса, почти на границе с Горным улусом. Самая низкая точка — 69 м, берег Лены на границе с Кобяйским улусом.
Средняя температура января —42 °C, июля +17…+18 °С. Осадков выпадает около 200—250 мм в год. Крупнейшая из протекающих по территории улуса рек — Лена, также протекают её притоки Алдан, Кенкеме и приток Алдана река Тумара. Наиболее крупные озёра: Белое, Бере-Кюель, Дебиге, Кыдяйы, Улахан-Тюгене. Улус располагает месторождениями кварцевого песка, строительных материалов (суглинок, песок).

## История
Намский улус (район) в нынешних границах образован 10 февраля 1930 года. В конце 20-х гг. XVII в. русские казаки собирали ясак не только на Лене, но и на её притоках. Самым известным из предводителей этих отрядов был енисейский служилый человек, сотник Пётр Бекетов. Именно он первым построил острог и основал г. Якутск. Ему принадлежит честь приведения в подданство Русского государства большинства якутских улусов. Он принял шерть-присягу на имя царя тридцати пяти якутских князцов. Среди них известно имя Намского князца Мымаха Минюева. На его земле в местности Чымаадай был построен первый острог в сентябре 1632 г. Как свидетельствуют источники, именно Мымах был первым якутским главой, который выбрал путь мирного сосуществования с Русским государством.
Намский район является районом, где издревле занимались разведением крупного рогатого скота. Основная часть скотоводов заселилась в низменной долине, а остальная часть по аласам и долинам таёжных речек. Наличие скотоводства, как постоянного занятия населения, было установлено уже в XVII в., когда была проведена перепись среди якутов Намского и Едейского. До 1804 г. здесь земледелия как такового не было. С 1805 г. областной властью было принято решение о насильственном введении хлебопашества. Известно, что якуты шире начали заниматься хлебопашеством с 1830—1837 гг. В 1853 г. хлебопашеством начали заниматься в 16 наслегах улуса. 1016 семей засеяли 1076 пудов пшеницы и собрали 3306 пудов 36 фунтов урожая. С тех времен хлебопашество и огородничество стали заметно набирать силу и расширяться.
По данным 1891 г., в 17 наслегах Намского улуса проживало 87 родов якутов. Население улуса достигло 17,5 тыс. жителей. Они имели 22,3 тыс. коров и 11,9 тыс. лошадей. Заготовки фуражного корма хватало только на 59,8 %, поэтому продуктивность скотоводства была очень слаба: с одной коровы в год выдаивалось только 438 кг молока. Тогда было учтено 1247 голов крупного рогатого скота и 1042 лошади.
В развитии хлебопашества в Намском улусе с 1809 г. достойный вклад внесли крестьянские поселенцы Никольской слободы и скопцы Хатын-Арынского наслега (1873—1905 гг.).
В 1917 г. в состав Намского улуса входили такие наслеги, как I и II Сиття, I и II Атамай, Ойун Уус, Кедесе, Туостах, I и II Едейцы. Население тогда составило 15 515 человек. Количество крупного рогатого скота достигало 38 522 голов, лошадей 8705. Намский улус встретил Великую Октябрьскую революцию с такими условиями жизни.
20 апреля 1937 г. постановлением Президиума Верховного Совета Якутской АССР было принято решение о присоединении наслегов I и II Сиття, Куокуй, Тея и Кобяйцы, посёлка Сангар Кобяйскому району.
По состоянию на 1 января 1938 г. в Намском районе осталось 100 629 гектаров земель. Из них пашни составили 9946 га, сенокосных угодий 31 625 га, пастбищ 55 065 га. Из 21 410 голов скота количество выдаиваемых коров составило 8160 голов. Было поставлено на учёт 11 140 коней, 981 свинья.
Намский улус в старые времена ничем не отличался от других уголков Якутии. В случаях болезни население обращалось к шаманам и знахарям. В старину по всему Намскому улусу, включая и его центр Конта-Крест, не было ни одного лечебного учреждения, действующего на научной основе. Только в 1883 г. студент Харьковского медицинского университета Александр Александрович Сипович, член революционной организации «Народная воля», за распространение нелегальной литературы был отправлен в ссылку в Якутскую область и поселился между наслегами Бетюн и Модутцы. Проживая там, он воочию ознакомился с трудной жизнью якутских бедняков и, исполненный сострадания, помогал им по мере своих сил. Он бесплатно лечил их лекарствами и, говорят, никому не отказывал.
Намский улус — родина многих видных государственных и политических деятелей, сыгравших значительную роль в становлении и развитии государственности республики. Одним из них является Максим Кирович Аммосов. На его родине, в с. Хатырык, по инициативе первого Президента РС (Я) М. Е. Николаева было построено новое современное здание историко-революционного музея им. М. К. Аммосова. В 2002 г. Указом Президента РС (Я) В. А. Штырова музей был переименован в Музей истории государственности Якутии им. М. К. Аммосова. В республике стало традицией проводить торжественное собрание руководителей и общественности республики, посвящённое Дню республики (27 апреля) в этом музее.
Другим видным государственным и политическим деятелем был Илья Егорович Винокуров. Его жизнь и деятельность приходились на годы установления советской власти, гражданской войны, репрессий 1937—1938 гг., предвоенные и военные годы, которые в республике сопровождались засухой и голодом. В этот период Илья Егорович Винокуров обеспечил стабильную обстановку в республике. Именем И. Е. Винокурова названо известное учебное заведение села Намцы — Намский педагогический колледж технологии и дизайна.
В годы Великой Отечественной войны из Намского улуса на защиту Родины было призвано 1849 чел., из них 1117 не вернулись домой. Воины из Намского улуса сражались также на Восточном фронте против японских империалистов.

## Население
| 1970    | 1979    | 1989    | 2002    | 2009    | 2010    | 2011    |
| ------- | ------- | ------- | ------- | ------- | ------- | ------- |
| 14 787  | ↗15 508 | ↗18 244 | ↗21 454 | ↗22 612 | ↗23 198 | ↗23 254 |
| 2012    | 2013    | 2014    | 2015    | 2016    | 2017    | 2018    |
| ↘23 228 | ↗23 329 | ↗23 485 | ↗23 888 | ↗24 184 | ↗24 450 | ↗24 585 |
| 2019    | 2020    | 2021    | 2022    | 2023    |         |         |
| ↗24 703 | ↗24 885 | ↗25 142 | ↘25 086 | ↘24 860 |         |         |

Плотность населения — 2.09 чел./км². Население улуса (района) увеличивается за счёт высокой рождаемости и миграции из северных и дальних улусов.

### Национальный состав
Якуты — 96,7 %, русские — 2 %, другие народы — 1,3 %

## Муниципально-территориальное устройство
Намский улус (район), в рамках организации местного самоуправления, включает 19 муниципальных образований, со статусом сельских поселений (наслегов):
| №  | Муниципальное образование | Административный центр | Количество населённых пунктов | Население (чел.) | Площадь (км²) |
| -- | ------------------------- | ---------------------- | ----------------------------- | ---------------- | ------------- |
| 1  | Арбынский наслег          | село Сыгыннах          | 1                             | ↗232             | 779,29        |
| 2  | Бетюнский наслег          | село Бютяй-Юрдя        | 1                             | ↘581             | 669,66        |
| 3  | Едейский наслег           | село Ымыяхтах          | 1                             | ↘1195            | 784,44        |
| 4  | Искровский наслег         | село Кюренг-Ат         | 1                             | ↘202             | 227,70        |
| 5  | Кебекёнский наслег        | село Харыялах          | 1                             | ↗469             | 510,69        |
| 6  | Ленский наслег            | село Намцы             | 1                             | ↗10 364          | 15,25         |
| 7  | Маймагинский наслег       | село Маймага           | 1                             | ↗139             | 210,67        |
| 8  | Модутский наслег          | село Тумул             | 1                             | ↗974             | 839,70        |
| 9  | Никольский наслег         | село Никольский        | 1                             | ↘453             | 217,70        |
| 10 | Партизанский наслег       | село Партизан          | 1                             | ↗961             | 363,69        |
| 11 | Салбанский наслег         | село Хонгор-Бие        | 1                             | ↗324             | 1063,19       |
| 12 | Тастахский наслег         | село Ергёлёх           | 1                             | ↗292             | 1224,70       |
| 13 | Тюбинский наслег          | село Булус             | 1                             | ↗382             | 1198,67       |
| 14 | Фрунзенский наслег        | село Фрунзе            | 1                             | ↘130             | 314,70        |
| 15 | Хамагаттинский наслег     | село Крест-Кытыл       | 1                             | ↗1906            | 498,18        |
| 16 | Хатын-Арынский наслег     | село Аппаны            | 3                             | ↗3018            | 903,95        |
| 17 | Хатырыкский наслег        | село Столбы            | 1                             | ↗1053            | 359,49        |
| 18 | Хомустахский 1-й наслег   | село Кысыл-Сыр         | 1                             | ↗1647            | 852,94        |
| 19 | Хомустахский 2-й наслег   | село Хатас             | 4                             | ↘772             | 835,19        |

### Населённые пункты
В Намском улусе 24 населённых пункта.
| №  | Населённый пункт | Тип  | Население | Муниципальное образование |
| -- | ---------------- | ---- | --------- | ------------------------- |
| 1  | Аппаны           | село | ↗2065     | Хатын-Арынский наслег     |
| 2  | Булус            | село | ↗382      | Тюбинский наслег          |
| 3  | Бютяй-Юрдя       | село | ↘581      | Бетюнский наслег          |
| 4  | Воин             | село | ↘27       | Хомустахский 2-й наслег   |
| 5  | Графский Берег   | село | ↘770      | Хатын-Арынский наслег     |
| 6  | Ергёлёх          | село | ↗292      | Тастахский наслег         |
| 7  | Крест-Кытыл      | село | ↗1906     | Хамагаттинский наслег     |
| 8  | Кысыл-Деревня    | село | ↗277      | Хатын-Арынский наслег     |
| 9  | Кысыл-Сыр        | село | ↗1647     | Хомустахский 1-й наслег   |
| 10 | Кюренг-Ат        | село | ↘202      | Искровский наслег         |
| 11 | Маймага          | село | ↗139      | Маймагинский наслег       |
| 12 | Намцы            | село | ↗10 364   | Ленский наслег            |
| 13 | Никольский       | село | ↘453      | Никольский наслег         |
| 14 | Партизан         | село | ↗961      | Партизанский наслег       |
| 15 | Столбы           | село | ↗1053     | Хатырыкский наслег        |
| 16 | Сыгыннах         | село | ↗232      | Арбынский наслег          |
| 17 | Тарагай-Бясь     | село | ↘41       | Хомустахский 2-й наслег   |
| 18 | Тумул            | село | ↗974      | Модутский наслег          |
| 19 | Фрунзе           | село | ↘130      | Фрунзенский наслег        |
| 20 | Харыялах         | село | ↗469      | Кебекёнский наслег        |
| 21 | Хатас            | село | ↗735      | Хомустахский 2-й наслег   |
| 22 | Хонгор-Бие       | село | ↗324      | Салбанский наслег         |
| 23 | Ымыяхтах         | село | ↘1195     | Едейский наслег           |
| 24 | Юнер-Олох        | село | ↗1        | Хомустахский 2-й наслег   |

Упразднённые населённые пункты:
- 1998 год — поселки Арангас Салбанского наслега и Культура Тюбинского наслега[28].

## Экономика
Ведущее место в экономике района занимает сельское хозяйство. Главная отрасль — животноводство (мясо-молочное скотоводство, мясное табунное коневодство), возделываются зерновые, картофель, овощи и кормовые культуры. Земли сельскохозяйственного назначения составляют 109,6 тыс. га, из которых 9300 га — пашни. В улусе имеются совхозы, коллективные предприятия, учебно-производственное хозяйство, подсобное хозяйство Минводхоза, крестьянские хозяйства.
Из промышленных предприятий наибольшее значение имеют те, которые заняты переработкой сельскохозяйственного сырья, предприятия местной промышленности. Ведущее место в промышленности улуса занимает алмазогранильное производство и деревообработка.
Из-за отсутствия залежей полезных ископаемых в ближайшее будущее намечается развитие туризма как приоритетного направления экономики улуса. Для этого природа создала уникальные живописные места в пойме реки Лена, главной водной артерии Восточной Сибири, охотничьи угодья и знаменитый заказник «Белое озеро».

## Культурная жизнь улуса
Гордостью улуса является педагогический колледж технологии и дизайна, успешно работает профессиональный лицей, 25 общеобразовательных школ, в которых обучаются свыше 4,5 тысяч учащихся, 31 дошкольное учреждение на 1270 мест, 11 больниц.
Богата и разнообразна культурная жизнь улуса. Культурный досуг и развитие самодеятельного творчества обеспечивают 22 клуба, 20 библиотек, 4 музея, 4 музыкальные школы с 5 филиалами, студия звукозаписи «Хатынчаана» и «Энсиэли-рекордс», кинотеатр «Сардана». Прославились народные коллективы — детский танцевальный ансамбль «Мичээр», фольклорный ансамбль «Дьюрюл», танцевально-хоровой коллектив «Ньюргусун» и др.
Традицией стал ежегодный выезд членов правительства и общественных деятелей в День Республики Саха (Якутия) в с. Хатырык — родное село одного из руководителей Якутии, стоявших у истоков государственности республики — Максима Аммосова.

## Известные личности, родившиеся в Намском улусе
- Максим Аммосов — советский государственный и партийный деятель.
- Илья Винокуров — первый секретарь обкома партии.